# Sèrbia al Festival de la Cançó d'Eurovisió 2012
| Edició                   | 2012                          |
| Televisio(ns) implicades | RTS                           |
| Nom de la preselecció    | Per determinar                |
| Dates                    | Per determinar                |
| Format                   | Elecció interna de l'artista. |
| Presentadors             | Per determinar                |
| Nombre de participants   | 1                             |

La televisió pública sèrbia, RTS, va anunciar el 18 de novembre de 2011 l'artista que havia escollit internament per representar el país balcànic a l'edició de 2012. La RTS va anunciar el 18 de novembre de 2011 l'artista que havia escollit internament. El mateix artista compondrà la cançó amb què representarà el país balcànic al Festival de 2012. Zeljko Joksimovic representarà Sèrbia al Festival de 2012.